# Fábio Carille
Fábio Luiz Carille de Araújo (São Paulo, 26 de setembro de 1973) é um treinador e ex-futebolista brasileiro que atuava como zagueiro ou lateral-esquerdo. Atualmente comanda o Vitória.

## Carreira como jogador
Fábio Carille nasceu em São Paulo, mudando-se para Sertãozinho, município localizado no interior do estado, aos 12 anos. Por lá, passou a jogar futsal e, na adolescência, futebol de campo, atuando pelo clube homônimo, onde iniciou começou a jogar em fevereiro de 1993, mas foi no XV de Jaú onde fez toda sua base, desde o juniores até chegar ao profissional, numa safra do XV de Jaú onde surgiram o atacante França e o volante Edmílson. Se destacou no Galo da Comarca, que ficou na segunda posição da Série A2 do Campeonato Paulista, conquistando o acesso para a elite do estadual.
Zagueiro ou lateral-esquerdo (na época de jogador, era chamado de Fábio Luiz ou apenas Fábio), rodou por diversas equipes, com destaque para o tradicional XV de Jaú (1992 a 1995), Corinthians (1995), Paraná Clube (1996 a 1997 e 2002), Coritiba (1996), Santo André (1999) e Juventus (2000).
Em 2006, chegou ao Grêmio Barueri e participou da reta final da ascensão meteórica do clube, que saiu da Série B3 do Paulista — sexta divisão — para a Série A1. Lá, pendurou as chuteiras em maio de 2007.

## Carreira como treinador
Ainda antes de se aposentar oficialmente, em 2007, Fábio Carille teve sua primeira experiência como treinador. Com a demissão de Sérgio Soares após sofrer uma goleada por 5–0 diante do São Paulo, Carille, que já se preparava para se tornar auxiliar-técnico, assumiu o Grêmio Barueri na última rodada do Campeonato Paulista, em uma derrota por 2–1 para o Bragantino.
Por duas temporadas, Carille integrou a comissão técnica do clube barueriense, tendo Ruy Scarpino como seu primeiro mentor. Em 2007, chegou a fazer um estágio no Grêmio com Mano Menezes, que mais tarde pediria sua contratação como auxiliar para o Corinthians, em 2009.
No Timão, além de Mano, Carille também foi braço direito de Adílson Batista, Tite e Cristóvão Borges. Em seu currículo, o profissional acumula oito títulos alvinegros: Campeonato Paulista e Copa do Brasil (2009); Campeonato Brasileiro (2011); Copa Libertadores e Mundial de Clubes da FIFA (2012); Campeonato Paulista e Recopa Sul-Americana (2013); Campeonato Brasileiro (2015).
No dia 17 de setembro de 2016, assumiu o time principal pela segunda vez (a primeira foi em 2010, com a saída de Mano Menezes, contratado para comandar a Seleção Brasileira), quando o técnico Cristóvão Borges caiu depois de uma derrota por 2–0 para o rival Palmeiras. Voltou à condição de auxiliar em outubro, com a contratação de Oswaldo de Oliveira.

### Corinthians
Após a demissão de Oswaldo, juntamente com tentativas mal sucedidas de contratar um novo técnico, Carille foi oficializado em 22 de dezembro como o novo treinador do Corinthians. Para a temporada de 2017, o clube realizou contratações como Jô, Kâzım, Jadson, Gabriel e Clayson.
No dia 18 de janeiro de 2017, Carille fez seu primeiro jogo como técnico efetivo do clube, goleando o Vasco da Gama por 4–1 e levando o Corinthians à final da Florida Cup de 2017. Três dias depois, comandou a equipe frente ao São Paulo na final, perdendo o título nas penalidades máximas após o empate de 0–0 no tempo regulamentar.
Após seu primeiro torneio, iniciou os treinamentos para a estreia no Campeonato Paulista, que ocorreu em 4 de fevereiro, na vitória sobre o São Bento por 1–0 no Estádio Walter Ribeiro. Após classificar o Corinthians como primeiro colocado de sua chave e segundo na classificação geral, passou pelo Botafogo-SP nas quartas-de-final pelos placares de 0–0 fora e 1–0 em casa. Nas semifinais, contra o São Paulo, venceu por 2–0 fora e 1–1 em casa. Já as finais do campeonato foram decidas contra a Ponte Preta, gerando alusões à memorosa final do Paulista de 1977. O Corinthians venceu a Ponte Preta fora de casa por 3–0, e em 7 de maio, empatando o jogo em 1–1 na Arena Corinthians, Carille conquistou seu primeiro título como técnico, levando o clube ao seu 28º título do Campeonato Paulista.
No Campeonato Brasileiro, o Corinthians de Carille teve no primeiro turno um recorde invicto de 14 vitórias e cinco empates em 19 jogos, conquistando 47 pontos de 57 possíveis e estabelecendo a melhor campanha de primeiro turno da história do torneio. Com oito pontos à frente do Grêmio, segundo colocado, a equipe deu largada ao returno como franco favorito ao título e, apesar do rendimento inferior na metade final do campeonato, com sete vitórias e 43.9% de aproveitamento, confirmou o seu hepta Campeonato Brasileiro no dia 15 de novembro, na vitória por 3–1 sobre o Fluminense.
Para a temporada 2018, a diretoria realizou contratações como Junior Dutra, Juninho Capixaba, Mateus Vital, Ralf, Emerson Sheik, Henrique, Marllon e Roger. No dia 8 de abril, Carille conquistou o seu bicampeonato paulista com o Corinthians, superando o Palmeiras fora de casa nas penalidades. Sua última partida pelo clube foi num empate em 1–1 diante do Sport, na Arena de Pernambuco, pela 6ª rodada do Brasileirão. Deixou o clube em sua primeira passagem com sendo bicampeão paulista e campeão do Campeonato Brasileiro de 2017.

### Al Wehda
No dia 22 de maio de 2018, Fábio Carille acertou com o Al Wehda, da Arábia Saudita. O treinador deixou o clube em dezembro, após uma derrota por 2–1 para o Ettifaq, válida pelo Campeonato Saudita.

### Retorno ao Corinthians
Já no dia 7 de dezembro de 2018, o Corinthians anunciou o retorno de Carille para a temporada 2019, para substituir o seu antecessor Jair Ventura.
Para a temporada de 2019, o clube contratou jogadores como Everaldo, Danilo Avelar, Gil, Bruno Méndez, Júnior Urso, Vágner Love, Junior Sornoza, Mauro Boselli, Ramiro, Richard, Michel Macedo e Gustavo Mosquito. Sua reestreia pelo clube ocorreu em um empate em 1–1 diante do São Caetano, na Neo Química Arena, pelo tricampeonato paulista.
No dia 21 de abril de 2019, Carille conquistou o tricampeonato paulista como treinador do Corinthians, entrando para história do clube. A decisão foi contra o São Paulo: 0–0 no jogo de ida, no Morumbi, e 2–1 para o Corinthians na Arena.
O treinador foi demitido no dia 3 de novembro, após uma derrota por 4–1 para o Flamengo, no Maracanã, válida pelo Campeonato Brasileiro. Nesta segunda passagem, foram 69 jogos, com 27 vitórias, 25 empates e 17 derrotas. Deixou o clube em sua segunda passagem com o titulo do Campeonato Paulista.

### Al-Ittihad
Em 17 de fevereiro de 2020, acertou com o Al-Ittihad. Em 22 de agosto de 2021, anunciou sua saída do clube saudita. Deixou o clube com 47 jogos, somando 21 vitórias, 16 empates e 10 derrotas, onde chegou à final da Liga dos Campeões Árabes da temporada 2019/20 e o time teve sua melhor campanha na liga da Arábia Saudita desde 2016.

### Santos
Foi anunciado como novo treinador do Santos em 3 de setembro de 2021, assinando contrato até dezembro de 2022. Assumiu o clube em meio à uma grande pressão, com a equipe se encontrando na 14ª posição do Campeonato Brasileiro e muito próximo do Z4, tendo como missão salvar o alvinegro de um possível rebaixamento inédito. Com uma defesa sólida, sendo a menos vazada do returno do Campeonato Brasileiro, Carille cumpriu o objetivo e terminou o campeonato na 10ª posição, classificando o Peixe para a Copa Sul-Americana.
Depois do empate de 1–1 contra o Cuiabá, válido pela 38ª rodada do Campeonato Brasileiro, foi anunciado que Carille permaneceria a frente da equipe no ano de 2022. Porém, após uma derrota por 3–2 para o Mirassol pelo Campeonato Paulista, Carille não resistiu à pressão dos maus resultados e ao péssimo início do time no Campeonato Paulista e acabou rescindindo seu contrato com o Santos. Ao total, foram 27 partidas à frente da equipe paulista, com nove vitórias, dez empates e oito derrotas (45,6% de aproveitamento).

### Athletico Paranaense
O Athletico Paranaense fechou a contratação do técnico Fabio Carille em 13 de abril de 2022, com o novo comandante assinando um contrato de dois anos. Realizou sua estreia pelo rubro-negro no dia 14 de abril, em uma vitória por 1–0 contra o The Strongest, válida pela Libertadores. Porém, após sofrer uma goleada para o mesmo The Strongest, Carille foi demitido do Furacão no dia 4 de maio. O treinador ficou apenas 21 dias no comando do time paranaense, com sete jogos, quatro derrotas e três vitórias.

### V-Varen Nagasaki
Em 12 de junho de 2022 foi anunciado pelo V-Varen Nagasaki, do Japão. Em sua primeira temporada, encerrou a sua participação na J-League 2 na décima primeira colocação. Em 63 partidas disputadas, foram 23 vitórias, 17 empates e 23 derrotas.

### Retorno ao Santos
Retornou ao Santos no dia 18 de dezembro de 2023, para a temporada de 2024, com a missão de levar o clube de volta à primeira divisão do Campeonato Brasileiro. Ao final de 2024, ainda que com um trabalho contestado, o Peixe conquistou a Série B do Brasileirão.
Em 18 de novembro de 2024, o Santos anunciou a saída de Carille. O desempenho do Santos em campo era motivo de reclamação de torcedores. Nesta passagem, Carille comandou a equipe por 53 partidas, sendo 30 vitórias, 10 empates e 13 derrotas, conquistando um título.

### Vasco da Gama
No dia 19 de dezembro de 2024, o Vasco da Gama anunciou a contratação de Carille como treinador para temporada 2025. Na visão da diretoria vascaína, a contratação foi com o intuito de preencher dois requisitos que buscavam no mercado: um treinador com experiência no futebol brasileiro e com estabilidade nos clubes que passou.
No dia 27 de abril de 2025, após a derrota para o Cruzeiro, a diretora do Vasco comunicou a demissão de Carille. A avaliação da diretoria sobre o trabalho era de que o desempenho era abaixo do esperado.
Carille treinou o Vasco em 21 jogos. A equipe venceu nove partidas, teve cinco empates e sofreu sete derrotas sob o comando do treinador.
Vitória
No dia 9 de julho de 2025, o Esporte Clube Vitória anunciou a contratação de Carille após a saida de Thiago Carpini.

## Estatísticas como treinador
Atualizadas até 9 de julho de 2024
| Clube            | Jogos | Vitórias | Empates | Derrotas | Aproveitamento |
| ---------------- | ----- | -------- | ------- | -------- | -------------- |
| Corinthians      | 183   | 86       | 56      | 41       | 57.19%         |
| Al Wehda         | 15    | 6        | 4       | 5        | 48.89%         |
| Al-Ittihad       | 47    | 21       | 16      | 10       | 56.03%         |
| Santos           | 80    | 39       | 20      | 21       | 57.08%         |
| Athetico-PR      | 7     | 3        | 0       | 4        | 42.86%         |
| V-Varen Nagasaki | 63    | 23       | 17      | 23       | 45.5%          |
| Vasco da Gama    | 21    | 9        | 5       | 7        | 50.79%         |
| Total            | 384   | 173      | 108     | 103      | 54.43%         |

## Títulos

### Como jogador
Corinthians
- Copa do Brasil: 1995
- Campeonato Paulista: 1995

Paraná
- Campeonato Paranaense: 1996

### Como auxiliar técnico
Corinthians
- Campeonato Paulista: 2009 e 2013
- Copa do Brasil: 2009
- Campeonato Brasileiro: 2011 e 2015
- Copa Libertadores da América: 2012
- Copa do Mundo de Clubes da FIFA: 2012
- Recopa Sul-Americana: 2013

### Como treinador
Corinthians
- Campeonato Paulista: 2017, 2018 e 2019
- Campeonato Brasileiro: 2017[50]

Santos
- Campeonato Brasileiro - Série B: 2024

### Prêmios individuais
| Ano  | Premiação                      | Prêmio            | Time        | Resultado | Ref.   |
| ---- | ------------------------------ | ----------------- | ----------- | --------- | ------ |
| 2017 | Seleção do Campeonato Paulista | Melhor técnico    | Corinthians | Venceu    | [ 51 ] |
| 2017 | Bola de Prata                  | Melhor técnico    | Corinthians | Venceu    | [ 52 ] |
| 2017 | Prêmio Craque do Brasileirão   | Melhor técnico    | Corinthians | Venceu    | [ 53 ] |
| 2017 | Prêmio Craque do Brasileirão   | Técnico revelação | Corinthians | Venceu    | [ 54 ] |
| 2017 | Troféu Mesa Redonda            | Melhor técnico    | Corinthians | Venceu    |        |